# Burg Questenberg
Die Burg Questenberg  ist die Ruine einer mittelalterlichen Feudalburg auf dem etwa 280 m ü. NN hohen Burgberg nördlich des Dorfs Questenberg im Landkreis Mansfeld-Südharz in Sachsen-Anhalt. Der Bergfried, die Ringmauer, zwei Keller sowie eine Wand des Palas sind erhalten und frei zugänglich.

## Geschichte
Die Höhenburg ist etwa 1200 bis 1250, vermutlich von den Grafen von Beichlingen erbaut worden. Als Servus wird 1275 im Gefolge des Grafen Friedrich von Beichlingen „Fredericus de Questenberg“ genannt, der zu einem sich nach ihr benennenden Adelsgeschlecht von Questenberg gehörte. Seit 1305 waren die Grafen von Hohnstein Besitzer. 1349 wurde die Burg erstmals direkt als „hus zcuo Questinberg“ genannt.
Der Ritter Heinrich von me Rade und seine Brüder erhielten Questenberg und sieben dazugehörende Dörfer als Lehen. 1383 verkaufen die Grafen von Hohnstein die Besitzung an Landgraf Balthasar von Thüringen. Die Burg und Herrschaft nutzten die Thüringer Landgrafen ununterbrochen als Verpfändungsobjekt. Von 1424 bis 1430 hatte Landgraf Friedrich I. das „Schloss“ und Amt Questenberg für 450 Mark Silber an Dietrich von Witzleben und sein Sohn Friedrich verpfändet. 1430 verkaufen Landgrafen die Herrschaft an die Grafen zu Stolberg. Wie schon unter den Thüringern diente die Besitzung auch den Stolbergern vorwiegend zu Pfandgeschäften. Zunächst wurde die Burg an die adlige Familie Knaut verpfändet. Von 1468 bis 1486 ging das Pfand an die altmärkische Familie von Bertkow und anschließend bis 1670 wieder an die Knauts. Ab 1645 war die Linie Stolberg-Wernigerode Lehnsherr.
1718 ging die Besitzung durch Kauf an die Grafen zu Stolberg-Roßla. Eine letzte militärische Nutzung hatte die Burg 1633, als sie dem Kriegskommissar Valenthin Rothmehler als Quartier für eine Kompanie gegen die Harzschützen diente. Bereits im Bauernkrieg wurde die Burg als wüst bezeichnet. 1649 war die Burg bereits so verfallen, dass nur noch wenige Keller nutzbar waren.

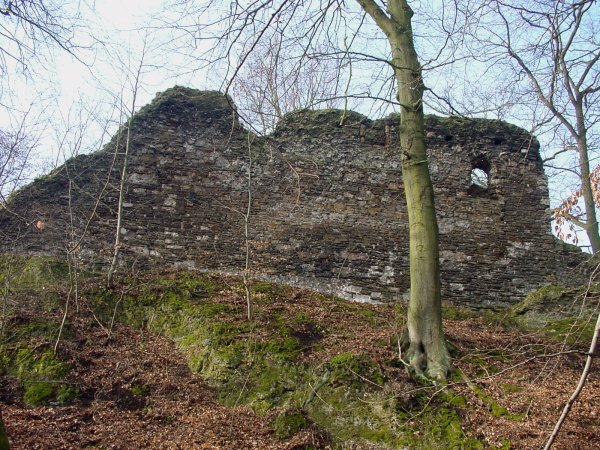
Nordwand des Palas
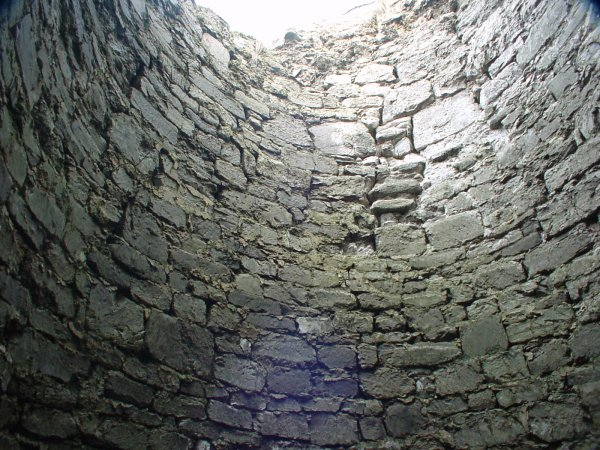
Inneres des Bergfriedes
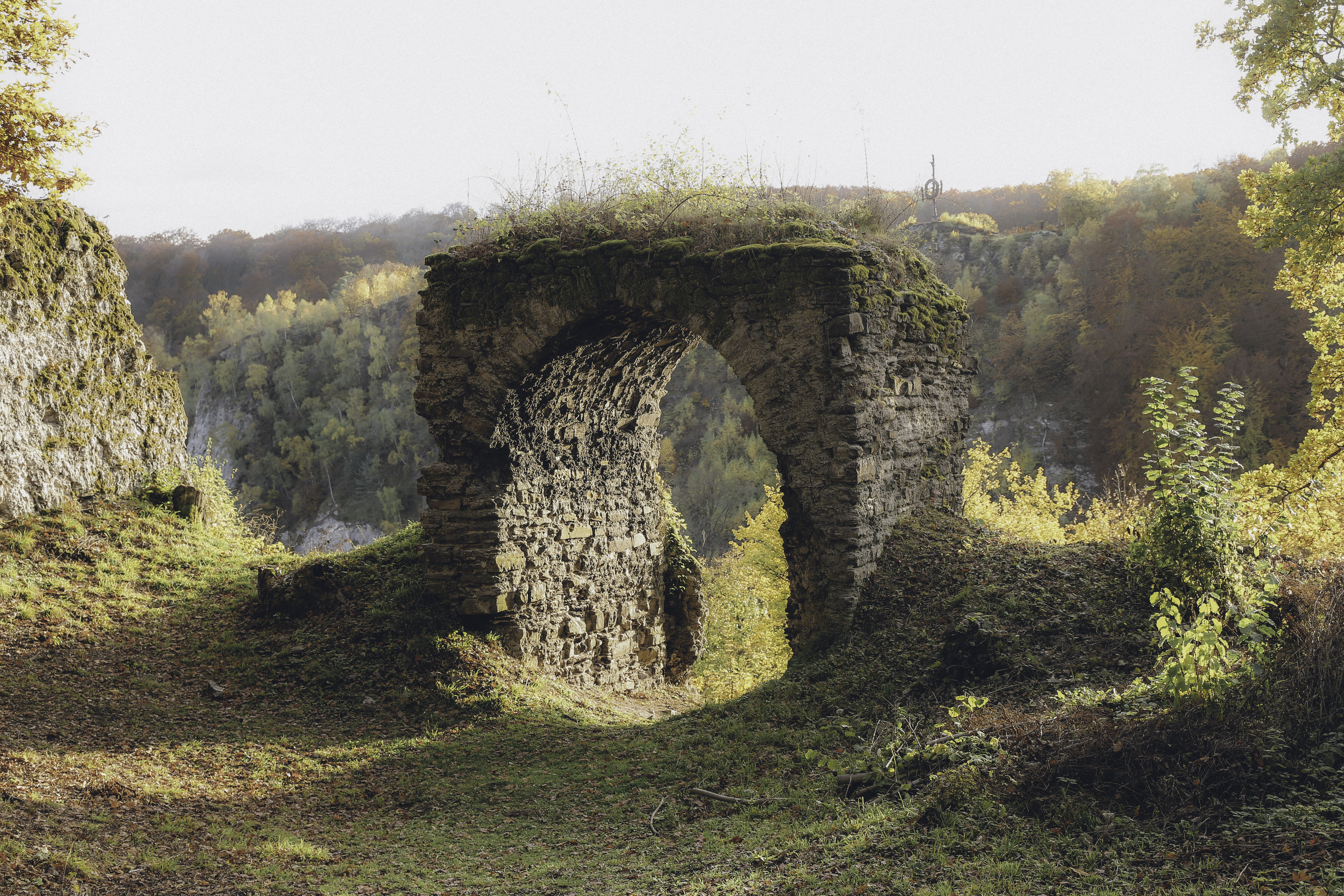
Tor zur Kernburg

## Förderverein Questenburg
Die Burg ist heute in einem baulich sehr schlechten Zustand. Da die Gemeinde als Eigentümerin nicht in der Lage ist, die Erhaltung zu übernehmen, wurde im Oktober 2013 ein Förderverein gegründet, um die noch vorhandene Bausubstanz zu erhalten und zu sichern. Ziel ist es, die Burg wieder begehbar zu machen.